# Euphorbia salsicola
Euphorbia salsicola är en törelväxtart som beskrevs av Susan Carter. Euphorbia salsicola ingår i släktet törlar, och familjen törelväxter.
Artens utbredningsområde är Somalia. Inga underarter finns listade i Catalogue of Life.